# Archidiaconé
Dans l'Église catholique, un archidiaconé est une circonscription territoriale religieuse, subdivision d'un diocèse, placée sous l'autorité d'un vicaire épiscopal (qui peut porter le titre d'archidiacre le temps de son service), nommé par l'évêque pour le seconder sur cette partie territoriale du diocèse. Dans l'ancien diocèse de Paris, on disait archidiaconat.
C'est dans ce ressort que l'archidiacre effectue ses « visites archidiaconales » dans les paroisses, accomplissant ainsi sa fonction de contrôle des curés par délégation de l'évêque.

## Histoire
Les archidiaconés (pagi minores) sont beaucoup moins anciens que les diocèses (pagi Majores ou cité) . Leur institution ne remonte qu'au IXe siècle ou peu au-delà. Ils tireraient leur origine de la suppression des chorévêques, qui fut presque générale à la fin du VIIIe siècle.

## Archidiaconés du diocèse de Soissons
Le diocèse de Soissons d'avant 1789 était constitué de quatre archidiaconés eux-mêmes découpés en doyennés.
- Grand archidiaconé : chrétienté (Soissons), Vailly, Chacrise et Viviers.

- Archidiaconé de la Rivière : Vic-sur-Aisne, Collioles, Berthisy et Blérancourt.

- Archidiaconé de Brie : Chatillon, Château-Thierry, Orbais, Chézy, Dormans et Montmirail.

- Archidiaconé de Tardenois : Bazoches, Oulchy, Neuilly, Fère.

## Archidiaconés dans le diocèse de Liège
Au sein du diocèse médiéval de Liège, il y eut jusqu'à sept archidiaconés.
- Campine: les provinces actuelles du Brabant-Septentrional et le Limbourg
- Hesbaye
- Brabant (petite partie de la province belge du Brabant)
- Hainaut
- Condroz
- Famenne
- Ardenne

## Archidiaconés dans l'archidiocèse d'Auch
Quatre pouillés du cartulaire noir de Sainte-Marie d'Auch permettent d'identifier les églises disparues des archidiaconés de l'archidiocèse d'Auch dont ils fixent l'étendue et dont fait partie le Corrensaguet avec ceux d'Armagnac, Eauzan, Sos, Pardeilhan, Sempuy, Pardiac, Astarac en deçà du Gers, Astarac au-delà du Gers, Vic, Anglès et Sabanès,,,. 

## Usage dans le protestantisme
Les diocèses anglicans sont divisés en archidiaconés (archdeaconries en anglais) placées sous l'autorité d'un vicaire épiscopal avec le titre d'archidiacre (archdeacon), dans le même mode que dans l'Église catholique.

### Articles liés
- Archidiocèse
- Doyenné
- Archiprêtré